# The Fool (collectif)
Pour les articles homonymes, voir The Fool (homonymie).
The Fool est un collectif artistique et groupe musical néerlandais, dans le style psychédélique dans la musique populaire britannique à la fin des années 1960. Le groupe a été nommé en référence au Fou des cartes de tarot.

## Histoire
Les membres originaux sont les artistes néerlandais Simon (Seemon) Posthuma et Marijke Koger, découverts par le photographe Karl Ferris au sein de la communauté hippie sur l'île espagnole d'Ibiza en 1966. Il a pris des photos de vêtements qu'ils ont conçu, et les envoya à Londres où elles ont été publiés dans The Times. Ferris ramène The Fool à Londres, et, ensemble, ils ont ouvert un studio, avec les artistes hollandais à la production de vêtements et de design artistique, et Ferris poursuivant ses travaux de photographie. Barry Finch et l'artiste Josje Leeger (Yosha) rejoignent le collectif plus tard.

## Travaux
Leurs travaux comptent :
- les vêtements colorés portés par The Hollies sur la couverture de leur album de 1967 Evolution ;
- les costumes de scène et le dessin de la pochette du premier album de 1967 The Move du groupe The Move ;
- des costumes de scène pour Procol Harum ;
- la couverture de l'album de The Incredible String Band en 1967 The 5000 Spirits or the Layers of the Onion ;
- les costumes de scène et le décor des instruments utilisés par Cream, dont la célèbre guitare Gibson SG d'Eric Clapton nommée aussi The Fool, la basse Fender VI de Jack Bruce[1] et le kit de batterie de Ginger Baker, créés pour la tournée américaine du groupe en 1967[2].

Les œuvres les plus connues de The Fool sont celles qu'ils ont créées pour les Beatles en 1966-67, dont :
- les vêtements portés lors de la diffusion télévisée en 1967 de All You Need Is Love ;
- l'énorme fresque peinte dans des couleurs psychédéliques sur la façade de l'Apple Boutique des Beatles à Londres, sur Baker Street[3] ;
- la décoration du piano de John Lennon ainsi que l'une de ses guitares acoustiques Gibson[4] ;
- la décoration de la Mini de George Harrison et son bungalow Kinfauns, dans le Surrey, ainsi que plusieurs guitares de Harrison, mais pas de sa Fender Stratocaster connue sous le nom de Rocky, peinte par Harrison lui-même ;
- l'ensemble des designs du film Wonderwall de Joe Massot, en 1968.

Après avoir déménagé à Los Angeles, the Fool crée la plus grande fresque du monde à l'époque (1968) à l'extérieur de l' Aquarius Theatre pour une production de la comédie musicale de Broadway Hair, à l'invitation du producteur Michael Butler. Simon et Marijke ont continué à peindre sur d'autres théâtres où Hair était jouée, à San Francisco, Seattle et Chicago. Par la suite, the Fool se sépare : Simon, Barry et Josje retournent finalement à Amsterdam, tandis que Marijke reste à Los Angeles afin de poursuivre ses activités artistiques.

## Carrière musicale
The Fool a sorti un album éponyme The Fool en 1968, dans le style folk psychédélique, produit par Graham Nash. Il a été réédité en 2005.
Sous le nom de Seemon & Marijke ils ont sorti un autre album appelé FSon of America chez A & M records, également produit par Graham Nash, en collaboration avec Booker T. Jones, en 1969.
Seemon & Marijke enregistre un troisième album intitulé Mediterranean Blues produit par Booker T. Jones dans son Homegrown Studio en 1972. Leur deuxième single, "I saw you" a été un succès aux Pays-Bas.
- The Fool en tant que The Fool (1968)
- Rainbow man (single aux Etats-Unis), The Fool (1969)
- Shining Light (single aux Etats-Unis), The Fool (1969)
- FSon of America (album), en tant que Seemon & Marijke (1971)
- I saw you (single), Seemon & Marijke (1971)
- Keep on keepin' on  (single), Seemon & Marijke (1972)
- Vegetable Stew (single), Seemon & Marijke (1972)
- Dreamboat (single), Seemon & Marijke (1974)